# Devin Augustine
Devin Augustine (* 2. Dezember 2003 in Point Fortin) ist ein Leichtathlet aus Trinidad und Tobago, der sich auf den Sprint spezialisiert hat.

## Sportliche Laufbahn
Erste internationale Erfahrungen sammele Devin Augustine bei den CARIFTA Games in George Town, bei denen er in 10,62 s die Goldmedaille im 100-Meter-Lauf in der U17-Altersklasse gewann. Anschließend belegte er bei den U18-NACAC-Meisterschaften in Santiago de Querétaro in 10,61 s den sechsten Platz und gewann mit der 4-mal-100-Meter-Staffel in 41,82 s die Silbermedaille. 2022 schied er bei den U20-Weltmeisterschaften in Cali mit 12,39 s im Vorlauf über 100 Meter aus und begann anschließend ein Studium an der University of Minnesota in den Vereinigten Staaten. Im Jahr darauf schied er bei den Zentralamerika- und Karibikspielen in San Salvador mit 21,19 s in der Vorrunde im 200-Meter-Lauf aus und siegte mit der Staffel in 38,30 s. Anschließend schied er bei den Weltmeisterschaften in Budapest mit 38,89 s im Vorlauf mit der Staffel aus. 2024 nahm er an den Olympischen Sommerspielen in Paris teil und schied dort mit 10,31 s in der ersten Runde aus.
In den Jahren 2023 und 2024 wurde Augustine trinidadisch-tobagischer Meister im 100-Meter-Lauf sowie 2024 auch in der 4-mal-100-Meter-Staffel.

## Persönliche Bestzeiten
- 100 Meter: 10,05 s (+2,0 m/s), 12. Mai 2024 in Ann Arbor
- 200 Meter: 20,44 s (+1,4 m/s), 24. Mai 2023 in Sacramento